# 耶律頹昱
耶律頹昱（？—？）字团宁，辽国官员。契丹人。孟父楚国王的后代。父亲耶律末掇，曾为夷离堇。

## 经历
耶律頹昱性格端直。会同年间，领导九石烈部，政济宽猛。辽世宗即位，封他为惕隐。天禄三年（949年），兼任政事令，封漆水郡王。
辽穆宗登基，因纠正辅佐皇帝有功，曾许他任本部大王。后来将葬辽世宗，耶律頹昱向辽穆宗诚恳的说 ：“臣蒙先帝厚恩，未能报；幸及大葬，臣请陪位 。”（我受先帝厚恩，没有报答，有幸赶上皇帝葬礼，我要陪葬。）由是不悦，辽穆宗不同意。后去世。